# ヘラス平原
ヘラス平原 (Hellas Planitia) は、火星の南半球にあるクレーターである。非常に巨大なため、クレーターとしてではなく平原として命名されている。ヘラス盆地とも。

## 概要

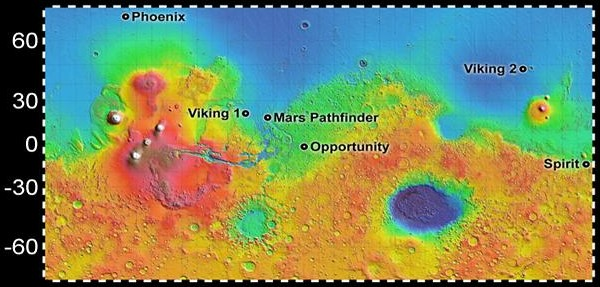
火星の地図。右下の円形の青色（低地）がヘラス平原。

直径は2300kmで、確実なクレーターとしては火星最大である（ただし火星の北半球の低地が10600×8500kmの超巨大クレーターだという説がある）。リム（外輪山）の頂上からの高低差は9kmあり、クレーター底はマリネリス峡谷よりも低く火星で最も低い場所である。
地球からの望遠鏡観測の初期から高アルベドの模様として知られており、ジョヴァンニ・スキアパレッリが古代ギリシャの古名 (Ἑλλάς) にちなみヘラスと命名した。